# Diosma subulata
Diosma subulata là một loài thực vật có hoa trong họ Cửu lý hương. Loài này được J.C.Wendl. mô tả khoa học đầu tiên năm 1805.